# Бороздины (деревня)
Бороздины — опустевшая деревня в Даровском районе Кировской области в составе Кобрского сельского поселения.

## География
Находится на расстоянии примерно 25 км по прямой на северо-восток от райцентра поселка  Даровской.

## История
Известна с 1873 году, когда здесь (починок Никольской или Бережата) учтено было дворов 12 и жителей 106, в 1905 8 и 55, в 1926 (деревня Бороздины или Никольский) 24 и 115, в 1950 21 и 77, в 1989 оставалось 25 жителей.

## Население
Постоянное население  составляло 1 человек (русские 100%) в 2002 году, 0 в 2010.